# Penermon (Missouri)
Penermon est un village situé au centre-est du comté de Stoddard, dans le Missouri, aux États-Unis,.

## Démographie
Lors du recensement de 2010, le village comptait une population de 64 habitants. Elle est estimée, en 2016, à 63 habitants.

### Source de la traduction
- (en) Cet article est partiellement ou en totalité issu de l’article de Wikipédia en anglais intitulé « Penermon, Missouri » (voir la liste des auteurs).